# Curtis Joseph
Curtis Shayne Joseph, född Curtis Shayne Munro 29 april 1967 i Keswick, Ontario, är en kanadensisk före detta professionell ishockeymålvakt som spelade för St. Louis Blues, Edmonton Oilers, Detroit Red Wings, Phoenix Coyotes, Calgary Flames och Toronto Maple Leafs i NHL. Smeknamn Cujo eller Cooj.

## Junior
Joseph började sin karriär i collegelaget Wisconsin Badgers vid University of Wisconsin-Madison. Därefter spelade han ett år i IHL-laget Peoria Rivermen.

## NHL
Joseph började sin NHL-karriär i laget St. Louis Blues där han spelade i sex säsonger, från 1989–90 till 1994–95. I Toronto Maple Leafs spelade han 1998–99 till 2001–02. I slutspelet 2000–01 spelade Joseph med en bruten tumme i ett tiotal matcher.
Inför säsongen 2002–03 skrev han på för Detroit Red Wings, och till säsongen 2005–06 skrev han på för Phoenix Coyotes. Han stannade i laget i en och en halv säsong innan han flyttade till Calgary Flames.

## Statistik
M = Matcher, V = Vinster, F = Förluster, O/ÖF = Oavgjorda/Förluster på övertid, MIN = Spelade minuter, IM = Insläppta Mål, N = Nollor, GIM = Genomsnitt insläppta mål per match, R% = Räddningsprocent

### Grundserie
| Säsong     | Lag                   | Liga       | M   | V   | F   | O/ÖF* | MIN   | IM   | N  | GIM  | R%   |
| ---------- | --------------------- | ---------- | --- | --- | --- | ----- | ----- | ---- | -- | ---- | ---- |
| 1988–89    | Wisconsin Badgers     | WCHA       | 38  | 21  | 11  | 5     | 2267  | 94   | 1  | 2.49 |      |
| 1989–90    | Peoria Rivermen       | IHL        | 23  | 10  | 8   | 2     | 1241  | 80   | 0  | 3.87 |      |
| 1989–90    | St. Louis Blues       | NHL        | 15  | 9   | 5   | 1     | 852   | 48   | 0  | 3.38 | .890 |
| 1990–91    | St. Louis Blues       | NHL        | 30  | 16  | 10  | 2     | 1710  | 89   | 0  | 3.12 | .898 |
| 1991–92    | St. Louis Blues       | NHL        | 60  | 27  | 20  | 10    | 3494  | 175  | 2  | 3.01 | .910 |
| 1992–93    | St. Louis Blues       | NHL        | 68  | 29  | 28  | 9     | 3890  | 196  | 1  | 3.02 | .911 |
| 1993–94    | St. Louis Blues       | NHL        | 71  | 36  | 23  | 11    | 4127  | 213  | 1  | 3.10 | .911 |
| 1994–95    | St. Louis Blues       | NHL        | 36  | 20  | 10  | 1     | 1914  | 89   | 1  | 2.79 | .902 |
| 1995–96    | Las Vegas Thunder     | IHL        | 15  | 12  | 2   | 1     | 873   | 29   | 1  | 1.99 | .929 |
| 1995–96    | Edmonton Oilers       | NHL        | 34  | 15  | 16  | 2     | 1935  | 111  | 0  | 3.44 | .886 |
| 1996–97    | Edmonton Oilers       | NHL        | 72  | 32  | 29  | 9     | 4089  | 200  | 6  | 2.93 | .907 |
| 1997–98    | Edmonton Oilers       | NHL        | 71  | 29  | 31  | 9     | 4132  | 181  | 8  | 2.63 | .905 |
| 1998–99    | Toronto Maple Leafs   | NHL        | 67  | 35  | 24  | 7     | 4001  | 171  | 3  | 2.56 | .910 |
| 1999–00    | Toronto Maple Leafs   | NHL        | 63  | 36  | 20  | 7     | 3801  | 158  | 4  | 2.49 | .915 |
| 2000–01    | Toronto Maple Leafs   | NHL        | 68  | 33  | 27  | 8     | 4100  | 163  | 6  | 2.39 | .915 |
| 2001–02    | Toronto Maple Leafs   | NHL        | 51  | 29  | 17  | 5     | 3065  | 114  | 4  | 2.23 | .906 |
| 2002–03    | Detroit Red Wings     | NHL        | 61  | 34  | 19  | 6     | 3566  | 148  | 5  | 2.49 | .912 |
| 2003–04    | Grand Rapids Griffins | AHL        | 1   | 1   | 0   | 0     | 60    | 1    | 0  | 1.00 | .952 |
| 2003–04    | Detroit Red Wings     | NHL        | 31  | 16  | 10  | 3     | 1708  | 68   | 2  | 2.39 | .909 |
| 2005–06    | Phoenix Coyotes       | NHL        | 60  | 32  | 21  | 3     | 3424  | 166  | 4  | 2.91 | .902 |
| 2006–07    | Phoenix Coyotes       | NHL        | 55  | 18  | 31  | 2     | 2993  | 159  | 4  | 3.91 | .893 |
| 2007–08    | Calgary Flames        | NHL        | 9   | 3   | 2   | 0     | 399   | 17   | 0  | 2.55 | .906 |
| 2008–09    | Toronto Maple Leafs   | NHL        | 21  | 5   | 9   | 1     | 383   | 50   | 0  | 3.57 | .869 |
| NHL totalt | NHL totalt            | NHL totalt | 943 | 454 | 352 | 90    | 54055 | 2516 | 51 | 2.79 | .906 |

*Not: I och med säsongen 2005–06 har oavgjorda matcher ersatts av övertid eller straffar.

### Slutspel
| Säsong     | Lag                 | Liga       | M   | V  | F  | MIN  | IM  | N  | GIM  | R%   |
| ---------- | ------------------- | ---------- | --- | -- | -- | ---- | --- | -- | ---- | ---- |
| 1989–90    | St. Louis Blues     | NHL        | 6   | 4  | 1  | 327  | 18  | 0  | 3.30 | .892 |
| 1991–92    | St. Louis Blues     | NHL        | 6   | 2  | 4  | 379  | 23  | 0  | 3.64 | .894 |
| 1992–93    | St. Louis Blues     | NHL        | 11  | 7  | 4  | 715  | 27  | 2  | 2.27 | .938 |
| 1993–94    | St. Louis Blues     | NHL        | 4   | 0  | 4  | 246  | 15  | 0  | 3.66 | .905 |
| 1994–95    | St. Louis Blues     | NHL        | 7   | 3  | 3  | 392  | 24  | 0  | 3.67 | .865 |
| 1996–97    | Edmonton Oilers     | NHL        | 12  | 5  | 7  | 767  | 36  | 2  | 2.82 | .911 |
| 1997–98    | Edmonton Oilers     | NHL        | 12  | 5  | 7  | 715  | 23  | 3  | 1.93 | .928 |
| 1998–99    | Toronto Maple Leafs | NHL        | 17  | 9  | 8  | 1011 | 41  | 1  | 2.43 | .907 |
| 1999–00    | Toronto Maple Leafs | NHL        | 12  | 6  | 6  | 729  | 25  | 1  | 2.06 | .932 |
| 2000–01    | Toronto Maple Leafs | NHL        | 11  | 7  | 4  | 685  | 24  | 3  | 2.10 | .927 |
| 2001–02    | Toronto Maple Leafs | NHL        | 20  | 10 | 10 | 1253 | 48  | 3  | 2.30 | .934 |
| 2002–03    | Detroit Red Wings   | NHL        | 4   | 0  | 4  | 289  | 10  | 0  | 2.08 | .917 |
| 2003–04    | Detroit Red Wings   | NHL        | 9   | 4  | 4  | 518  | 12  | 1  | 1.39 | .939 |
| NHL totalt | NHL totalt          | NHL totalt | 131 | 62 | 66 | 8027 | 326 | 16 | 2.44 | .916 |